# Polarfältblomfluga
Polarfältblomfluga (Eupeodes duseki) är en tvåvingeart som beskrevs av Mazanek, Laska och Bicik 1999. Polarfältblomfluga ingår i släktet fältblomflugor, och familjen blomflugor.
Artens utbredningsområde är Sverige. Enligt den finländska rödlistan är arten otillräckligt studerad i Finland. Arten är reproducerande i Sverige. Artens livsmiljö är fjällhedar. Inga underarter finns listade i Catalogue of Life.